# Kuhreigen
De Kuhreigen (ook bekend als Kuhreihen, ook wel in het Frans ranz des vaches genoemd) is een welhaast uitgestorven soort strofisch driedelig lied, waarbij oorspronkelijk (in het middendeel) de namen van runderen worden genoemd, of waarin rundvee bijeen wordt geroepen. Dit, alsmede nauwkeurig musicologisch onderzoek van de melodieën wijst er op dat er aan deze liederen een oorspronkelijke, magische vruchtbaarheidsdans ten grondslag ligt.
De Kuhreigen, die vooral in het Alpengebied voorkomt, is geënt op volksliedjes met een onregelmatige melodische en ritmische vorm, en wordt daar gebruikt om het vee aan te roepen. De melodieën worden gespeeld op een Alpenhoorn door Zwitserse herders of gezongen met of zonder woorden. Er zijn ongeveer 50 regiogebonden variaties op het basismateriaal gangbaar gebleven.

Een 'ranz des vaches' gecomponeerd door Viotti uit 1771

## Kuhreigen in klassieke werken
- In de "Symfonie nr. 6, De Pastorale" van Ludwig van Beethoven, in de Symphonie fantastique van Hector Berlioz en in de opera "Wilhelm Tell" van Gioacchino Rossini komen passages voor die geënt zijn op (variaties op) de Kuhreigen.[2]
- Het begrip 'Kuhreigen' is ook te vinden in titels van enige muziekwerken, zoals in de opera "Der Kuhreigen" (1911) van Wilhelm Kienzl.[3]
- In Noorwegen kent men de Kuhreigen (Noors: Kuhlokk) ook. Zo schreef Edward Grieg een Kuhreigen als tweede deel van "Twee Noorse Melodieën" (op. 63).[4]

De Kuhreigen als boerenlied is verwant aan de boerendans. Een voorbeeld van een Kuhreigen is te vinden op de website van abcnotation.com (zie referentie).